# 錢元瓘
吳越世宗錢元瓘（887年—941年），字明寶，原名錢傳瓘，五代十国時期吳越國君主，是吳越國建立者錢鏐之子。

## 生平
錢傳瓘为吴越武肃王錢鏐第七子，唐朝光启三年十一月十二日生于杭州东院，生母是妾室陈氏。 
天復二年（902年），寧國節度使田頵攻擊時為鎮海節度使（地處今浙江杭州）的錢鏐，將回師時，要求錢鏐以一子為質，並將女兒嫁其子。钱镠对诸子说："孰能为田氏婿者？”没有儿子答应。钱镠欲派遣幼子钱传球，传球不同意。钱镠大怒，要杀了传球。次子钱传瓘请行，嫡母吴夫人哭着说道：“奈何置儿虎口！”钱传瓘说：“纾国家之难，安敢爱身！”再拜而出，钱镠哭着送走他，并夺了钱传球的内牙兵印。後來田頵敗死，錢傳瓘得以復歸杭州。等到長大成人後，率吳越軍爭戰各地，頗有戰功，俘杀温州刺史卢佶，逼降其兄处州刺史卢约。贞明五年三月，吴越国应同盟後梁的邀请，进攻杨吴。传瓘任诸军都指挥使，帅战舰五百艘进攻。于狼山江之戰大败吴军，进击常州。吴国实权者徐温亲自拒战，傳瓘力不能及，爲其所败。
錢鏐欲立儲，諸子钱传懿、钱传璙、钱传璟皆相讓。吴越寶正七年（932年），錢鏐去世，錢傳瓘繼立，改名錢元瓘，不稱王，使用後唐長興年號。後唐明宗李嗣源長興四年（933年），為後唐封吳王。次年（934年），改封錢傳瓘为吳越王。後晉天福二年（937年）四月，後晉高祖石敬瑭進封錢元瓘為兴邦保运崇德志道功臣、天下兵马副元帅、镇海镇东等军节度使、浙江东西等道管内观察处置使兼两浙盐铁制置使、开府仪同三司、检校太师、守中书令、杭州越州大都督府长史、上柱国、食邑一万五千户实封一千五百户、吳越國王，赐天下兵马副元帅金印。錢傳瓘于四月甲午在杭州行即位礼，吳越再度開國。是年十一月后晋赐吴越国王金册。
天福五年（940年），闽国内乱，王延政在建州起兵，钱元瓘派兵四万支持王延政，然而吴越军到达建州后王延羲与王延政已经休兵，吴越将领仰仁銓不肯班师，王延政惧怕，倒戈攻击，吴越死伤惨重。随后在同年，初次设立秀州（辖嘉兴、海盐、华亭、崇德四县，包括现今嘉兴和上海城区）和新昌县。
天福六年（941年），吳越王宮丽春院失火，延及内城，宮室府庫幾乎完全燒燬，錢元瓘逃到何處，火即蔓延何處。受此驚嚇，錢元瓘因而發瘋，迁居于杭州城东北的瑶台院（原为錢元瓘为孝献世子钱弘僔营建的世子府）。八月辛亥，錢元瓘在瑶台院綵云堂去世，终年五十五岁，在位十年。后晋赠諡庄穆，后改文穆。吴越上廟號世宗。葬于今浙江萧山龙山南。子錢弘佐繼位。

## 家庭

### 妻妾
1. 妻马氏，王后，谥恭穆
2. 妾吳漢月，王太后，谥恭懿
3. 妾許新月，吴越国夫人，谥仁惠
4. 妾鄜氏，鲁国夫人
5. 妾陈氏，生钱弘偡、钱弘偓
6. 妾崔氏，生钱俨
7. 妾沈氏，生钱弘亿
8. 妾周氏，生钱弘仰
9. 田氏，宁国节度使田頵之女。钱元瓘作为田頵质子时，田頵将其嫁给钱元瓘。

### 子女

#### 子
1. 养子瓊山侯錢弘僎
2. 养子彰武節惠節度使錢弘儇(錢弘偁)（913年－966年）
3. 养子西安侯錢弘侑
4. 养子錢弘侒（錢仁澤）[5]
5. 孝獻世子錢弘僔（925年－940年，937年立）
6. 成宗錢弘佐（928年－947年）
7. 忠遜王錢弘倧（928年－971年）
8. 吳興恭義王錢弘偡（929年－966年）
9. 忠懿王錢弘俶（929年－988年）
10. 奉國康獻節度使錢弘億（929年－967年）
11. 開國彭城侯錢弘儀（932年－979年）
12. 衢州刺史錢弘偓（934年－958年）
13. 台州成顯刺史錢弘仰（935年－958年）
14. 昭化靜宣節度使錢弘信 母崔夫人（937年－1003年）

## 影視作品

### 電視劇
| 演員   | 年份   | 影視作品     |
| 錢泳辰 | 2006年 | 《吳越錢王》 |
| 尤勇智 | 2025年 | 《太平年》   |